# Tadashi Yanada
Tadashi Yanada (梁田貞) ; 1885-1959) est un compositeur japonais, auteur de la mélodie de la chanson Donguri korokoro inscrite sur la liste des cent plus belles chansons du Japon établie par sondage en 2006 auprès des Japonais.
Autre œuvre classique : La pluie de Jogashima (Jo-ga-shima no ame 城ヶ島の雨) pour flûte et harpe.